# Индекс Перля
Индекс Пе́рля (индекс Перла), коэффициент неудач — индекс, показывающий эффективность выбранного метода контрацепции. Чем ниже этот показатель, тем надёжней метод контрацепции. Индекс Перля назван по имени американского биолога Реймонда Перля (1879—1940).
Индекс Перля равен числу незапланированных зачатий в течение одного года у 100 женщин при использовании того или иного метода контрацепции и характеризует его контрацептивное действие.
Небольшой пример: 3 женщины из ста, предохранявшиеся на протяжении 12 месяцев одним и тем же методом контрацепции, оказываются беременными, несмотря на предохранение. В этом случае индекс Перля равен 3:
{\displaystyle {\mbox{Pearl-Index}}={\frac {3\cdot 12}{100\cdot 12}}\cdot 100=3}
Нужно различать эффективность метода и эффективность использования метода. В первом случае учитываются только беременности, наступившие в случае корректного использования метода, в то время как во втором случае учитываются также и беременности, наступившие из-за неправильного использования метода контрацепции. Разумеется, индекс Перля для второго случая будет намного выше, чем для первого. Этот факт часто оставляют без внимания, чем отчасти можно объяснить большую разницу между указанными значениями индекса Перля для одного и того же метода контрацепции.
Таким образом, индекс Перля зависит также от опытности женщины и/или её партнера.